# عبد المسيح حداد
عبد المسيح حداد (1888 - 1963) هو شاعر ناقد وأديب سوري مبدع وصحافي بارز وسوري وطني أصيل من أدباء المهجر. كان من مؤسسي الرابطة القلمية في نيويورك. وأصدر جريدة السائح في 1912 والتي أصبحت جريدة الرابطة واستمرت لسنة 1959.

## نبذة
ولد عبد المسيح بن رشيد حداد في حمص سنة 1888 وتلقّى علومه الابتدائية في المدرسة الأرثوذكسية، ثم انتقل إلى دار المعلّمين الروسية في بلدة الناصرة غرب حمص عام 1904 وتخرّج منها ثم عاد إلى حمص وتابع دراسته في المدرسة الإنجيلية ودرس اللغة الإنجليزية ثم عمل في تدريس اللغة الإنجليزية في مدارس حمص.
هاجر من سوريا إلى الولايات المتحدة الأمريكية سنة 1907 والتحق بشقيقته ندرة حداد. وفي عام 1912 أصدر جريدة «السائح» باللغة العربية التي أصبحت لسان الرابطة القلمية التي أسّسها عام 1920 في نيو يورك واستمرّ في إصدارها حتى عام 1959 مع زملائه أعضاء الرابطة القلمية.
توفي مساء الخميس في 17 كانون الثاني سنة 1963 ودفن في نيويورك.
[محل شك]

## أعماله
لعبد المسيح حداد مؤلفات أدبية واجتماعية متعدّدة منها: 
- «حكايات المهجر»
- «انطباعات مغترب»
- 45 مجلّداً من جريدة السائح

بالإضافة إلى افتتاحيّاته لجريدة السائح في مختلف شؤون الأدب والنقد والسياسـة والاجتماع.

## وصلات خارجية
- نَدْرة وعبد المسيح حَدّاد